# Roberto Alifano
Roberto Francisco Alifano, (General Pinto, provincia de Buenos Aires, 22 de septiembre de 1943) es un poeta, narrador, ensayista y periodista argentino. Su obra está traducida a diversos idiomas y ha sido distinguido con numerosos premios, entre los que se cuentan el Gran Premio de Honor de la Sociedad Argentina de Escritores (2013), el Gran Premio de Honor de la Fundación Argentina para la Poesía (1997) y el Premio del Círculo de Críticos de Arte de Chile (2003). Viaja para dictar conferencias y ofrecer lecturas de sus poemas. En 2005, fue candidato al Premio Cervantes, y, en 2008, al Premio Juan Rulfo, que otorga el Gobierno de México. El Instituto de Cultura de México lo ha propuesto, en 2014, para el Premio Nobel de Literatura.

## Biografía
Es hijo único del matrimonio formado por Francisco Víctor Alifano y Salvadora Concepción Castellare, que se trasladó desde General Pinto a Escobar, cuando él tenía cuatro años. Su padre trabajó durante años con el ensayista Arturo Jauretche, cuya relación tuvo influencia en su formación. Por parte de su madre, desciende del escritor siciliano Giuseppe Tomasi di Lampedusa, autor del famoso libro El gatopardo. Esto lo llevó de viajar por Italia siendo muy joven para reencontrarse con esa parte de su familia. En su país, estuvo en contacto con la literatura y la pintura de la década de 1960, conociendo a los más destacados escritores, poetas y artistas plásticos.
Hacia principios del año 1970, se trasladó a Chile como enviado del diario La Opinión de Buenos Aires. Vivió en la ciudad de Santiago, durante el gobierno de la Unidad Popular y frecuentó al poeta Pablo Neruda; también, conoció muy de cerca al presidente de la República, Salvador Allende. Durante esos años, colaboró en el diario El Mercurio y en el suplemento cultural La Tercera de la Hora. En la Radio Cooperativa Vitalicia, realizó un programa literario de entrevistas, por el cual pasaron  Gabriel García Márquez, Julio Cortázar, Mario Vargas Llosa y Carlos Fuentes, entre otros, junto con los más destacados escritores chilenos. Con el poeta Enrique Lihn y con el profesor Martín Cerda, estuvo a cargo del Taller de Letras de la Universidad Católica. Despidió, en el Cementerio General, los restos de Pablo Neruda, fallecido a los pocos días del golpe de Estado, que derrotó al Gobierno democrático. Esto hizo que fuera detenido por la dictadura de Augusto Pinochet y expulsado de aquel país. Durante estos años, también, cultivó la amistad de Nicanor Parra y Jorge Edwards, de Delia del Carril y  Eduardo Frei, de Enrique Lafourcade y  Volodia Teitelboim, de Alfonso Calderón y Jorge Teillier.
De regreso a la Argentina, trabajó en la editorial Abril, siendo redactor de las revistas Panorama y Siete Días. Desde 1974 hasta 1985, acompañó a Jorge Luis Borges. En colaboración con el renombrado escritor, tradujo las Fábulas de Robert Louis Stevenson y la poesía de Hermann Hesse. “La relación con Borges fue uno de los dones que me brindó la vida”, ha dicho Alifano. «En esos años, tuve el privilegio de ser el amanuense de Borges y de acompañarlo en sus viajes por el interior del país, donde realizábamos diálogos en público». También por esos años, fue articulista de distintos diarios de la Argentina y del exterior, obteniendo reconocimientos por su tarea periodística. Pero, sin duda, su mayor logro en ese campo ha sido revivir la revista Proa, fundada por Ricardo Güiraldes, Jorge Luis Borges y su hermana Norah, con la participación de Eduardo González Lanuza, Pablo Rojas Paz y Brandán Caraffa. Proa, bajo su dirección, se publicó durante más de veinte años.

Es columnista del periódico digital El Imparcial de Madrid, donde publica desde 2015 un artículo semanal. Viaja permanentemente a Europa y reside buena parte del año, en la ciudad de Madrid.

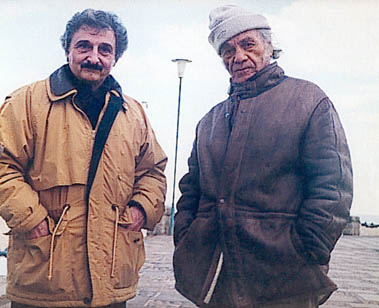
Roberto Alifano y Nicanor Parra

## Premios y reconocimientos
- Profesor Honorario de la Universidad de Dusseldorf.
- Profesor Honorario de la Universidad de Siracusa.
- Profesor Honorario de la Universidad de Tulane de Nueva Orleáns.[6]
- Académico de Número del Instituto de Cultura de México, que fue presidido por el expresidente de México, Miguel de la Madrid.
- Personalidad Destacada de la Ciudad Autónoma de Buenos Aires en el ámbito de la cultura. Legislatura de la Ciudad Autónoma de Buenos Aires. (2024).[7]

## Libros
Poesía ·      
- De sueños y caminantes (1967)  ·
- El espejo infinito (1969)  ·
- Los tan cercanos pasos (1970)  ·
- Revoque grueso (1972)  ·
- Haikus y Tankas (1974)  ·
- Solo para mayores (1977)  ·
- Sueño que sueña (1981)  ·
- Basta de guerra (1982)  ·
- Los números (1989)·
- Donde olvidé mi sombra (1992)  ·
- De los amigos (1997)  ·
- Este río del invierno (1998)  ·
- Canto a Santiago (2000)  ·
- Libro de homenajes  ·
- Este juego del arte (2001)  ·
- Alifano poesías (2004)  ·
- El guardián de la luna (2005)  ·
- Cantos al amor maravilloso (2006)  ·
- Contra viento y marea (2009)  ·
- Con el correr del tiempo (Obra poética) (2011)  ·
- Existenciario (2014)  ·
- Ciberpoemas (2018)

Novelas  ·    
- Dante, la otra Comedia (2010)  ·
- Tirando manteca al techo (2012)     ·
- Yo, Dante Alighieri, en mitad del camino de la vida (2015)

Cuentos  ·     
- El sobre rojo (1995)  ·
- Memorial de otoño y otros relatos (2003)  ·
- Llorar y nada más (2015)  ·
- On-linea y otras travesuras de ciber-ficción (2020)

Ensayos
- Borges, biografía verbal (1987)  ·
- El humor de Borges (1996)  ·
- Desde otra orilla (2009)  ·
- La entrevista, otro autor en busca de sus personajes (2012)  ·
- Sueños y maravillas (2013)  ·
- Tiempo adentro (2014)  ·
- De gallos y medianoche (2017)

Libros de diálogos con Jorge Luis Borges
- Conversaciones con Borges (1981)  ·
- Borges, biografía verbal (Premio Crítica Española, 1988),  ·
- El misterio Shakespeare (1982)  ·
- Borges y la Divina Comedia (1983)  ·
- Borges diálogos esenciales (1998)

Periodismo
Fue secretario de redacción de las revistas SIETE DÍAS y CLAUDIA de la Editorial Abril, y columnista de los diarios LA NACIÓN y LA OPINIÓN de Argentina. Colabora, actualmente, con:
- EL MERCURIO, Chile
- LA NACIÓN, Chile
- LA TERCERA DE LA HORA, Chile
- EL NACIONAL, Venezuela;
- THE NEW YORK TIMES, Estados Unidos;
- MAGAZINE LITTÉRAIRE, Francia;
- CORRIERE DELLA SERA, de Italia,
- ABC, España
- EL PAÍS, España

Desde 1988, dirige la revista “Proa”, fundada, en 1922, por Jorge Luis Borges.
Roberto Alifano y el diario Clarín
La relación de Roberto Alifano con el diario Clarín es de muy vieja data. Empezó en 1969 cuando hacía sus primeras armas en el periodismo, cubriendo la información del matutino en las primeras Fiestas Nacionales de la Flor.  En 1970, estando en Chile como representante del diario La Opinión, envió algunas colaboraciones sobre temas culturales y políticos. Entre ellas un diálogo con Pablo Neruda. Luego, ya entrada la década del 70’ publicó diversos artículos y en 1978, como encargado de cultura de la Sociedad de Distribuidores de Diarios, Revistas y Afines, representó junto a Jorge D’Urbano a Clarín en el ciclo cultural que se realizó por años en dicha Institución. También realizó colaboraciones periodísticas y reportajes a escritores que venían del interior a participar de las jornadas. Sus colaboraciones en el suplemento cultural, que dirigía Guillermo Ariza, fueron numerosas y viajó a los Estados Unidos, México y Europa como enviado del diario. Durante 1978 y hasta el fallecimiento de Borges fue el encargado de manejar este contacto con el escritor. Alifano nunca trabajó formalmente en el diario como periodista, sino que fue un colaborador especial.
En el número del jueves 11 de noviembre de 1982 publicó el cuento “Fabio el demorador”. En 2007 publicó una serie de entrevistas a Borges en la revista Ñ de Clarín.